# Giorgio Bassani
Giorgio Bassani (Bolonya, 4 de març de 1916 - Roma, 13 d'abril de 2000) fou un escriptor italià.

## Biografia
Giorgio Bassani va néixer a Bolonya el 4 de març de 1916. És tanmateix la ciutat de Ferrara, on va passar infantesa i joventut, el lloc on està lligada la seva existència i bona part de la seva obra literària. El 1939, es llicencia a la Facultat de Lletres de Bolonya. D'origen jueu, Bassani fou víctima de les lleis racials de 1938; en efecte, el seu primer llibre, Una città di pianura (1940), aparegué sota el pseudònim de Giacomo Marchi. Militant antifeixista, seria empresonat el 1943.
Al final de la Segona Guerra Mundial, Bassani es desplaçà a Roma i s'hi inicià com a guionista de cinema i també com a actor. S'apunta, en aquesta època, al Partit Socialista Italià; el 1962 és elegit regidor per aquest partit, en què resta fins al 1966, data en la qual s'adhereix al Partit Republicà Italià. És també a partir d'aquesta època que la seva producció literària serà més important, en els anys 1950 i 1960. Algunes de les seves obres van rebre premis literaris i van ser adaptades al cinema. L'obra narrativa, que li donà popularitat, va ser reunida a La novel·la de Ferrara (Il Romanzo di Ferrara). Giorgio Bassani va ser també professor d'història a l'Acadèmia nacional d'art dramàtic, periodista i vicepresident de la RAI (1964-1966).

## Obra
Giorgio Bassani fou un escriptor que tingué una cura meticulosa de la seva obra; així, una tasca de revisió, reescriptura i ordenació se succeí al llarg de la dilatada carrera de l'autor. La forma final de tota la seva producció la dona, avui, el volum d'Opere de la col·lecció de referència "I Meridiani", de Mondadori (1998). Donem, a continuació, dividits per gèneres, els títols principals que Bassani publicà ordenats en dos aparats: sota el número 1, es llisten els títols que Bassani anà donant a la impremta; sota el número 2, s'indica el volum final que Bassani donà de la seva obra, fruit d'una profunda revisió (cas de bona part de la narrativa), d'una reestructuració significativa, etc. Algunes notes a certs títols informen de les reescriptures més profundes.

### Narrativa
1. Llibres de narrativa.
  - Città di pianura (sota el pseudònim Giacomo Marchi) (Ciutat de planura, 1940).
  - Cinque storie ferraresi (Cinc històries ferrareses, 1956). Premi Strega.
  - Gli occhiali d'oro (Les ulleres d'or, 1958). Dut al cinema el 1987 per Giuliano Montaldo.
  - Una notte del '43 (Una nit del '43, 1960). Aparegut abans dins Cinque storie ferraresi. Dut al cinema per Florestano Vancini com a La lunga notte del '43.
  - Le storie ferraresi (Les històries ferrareses, 1960). Versió acrescuda de Cinque storie feraresi.
  - Il giardino dei Finzi-Contini (El jardí dels Finzi-Contini, 1962). Premi Viareggio. L'obra més traduïda de Bassani, duta al cinema el 1971 per Vittorio De Sica.
  - Dietro la porta (Darrere la porta, 1964).
  - L'airone (L'agró, 1968). Premi Campiello.
  - L'odore del fieno (L'olor del fenc, 1972).
  - Dentro le mura (Dins la muralla, 1973). Reescriptura de les històries ferrareses.
2. Volum La novel·la de Ferrara.
  - Il romanzo di Ferrara (1974; versió definitiva, 1980). Conté: llibre primer, Dentro le mura; llibre segon, Gli occhiali d'oro; llibre tercer, Il giardino dei Finzi-Contini; llibre quart, Dietro la porta; llibre cinquè, L'airone; llibre sisè, L'odore del fieno.

### Poesia
1. Llibres de poesia.
  - Storie dei poveri amanti e altri versi (Històries dels pobres amants i altres versos, 1945).
  - Te lucis ante (1947).
  - L'altra libertà (L'altra llibertat, 1952).
  - Epitaffio (Epitafi, 1974).
  - In gran segreto (Amb gran secret, 1978).
2. Recull final de l'obra poètica.
  - In rima e senza (Amb rima i sense, 1982). Premi Bagutta.

### Assaig
1. Primer aplec d'assaig i crítica.
  - Le parole preparate (Paraules preparades, 1966).
2. Recull final de l'obra assagística i crítica.
  - Di là dal cuore (Enllà del cor, 1984).

## Traduccions
Es dona notícia de la primera edició catalana.
- Darrere la porta. Traducció de Manuel Carbonell. Barcelona: Edicions 62, 1969. ("El Balancí", 52).
- El jardí dels Finzi-Contini. Traducció de Carme Serrallonga. Barcelona: Proa, 1987. ("A tot vent", 257).
- Dins la muralla. Traducció de Joan Casas. Barcelona: Edicions 62, 1989. ("Les millors obres de la literatura universal / Segle XX", 33).
- Epitafi. Traducció de Josep Ballester. Alzira: Bromera, 1996. ("Bromera poesia", 18).